# Rivière Petite Fourche
Pour les articles homonymes, voir Fourche (homonymie).
La rivière Petite Fourche est un affluent de la rive ouest de la rivière Toupiké, coulant dans la région administrative du Bas-Saint-Laurent, au Québec, au Canada. Son cours traverse successivement les municipalités régionales de comté (MRC) suivantes :
- Témiscouata : municipalité de Saint-Honoré-de-Témiscouata ;
- Rivière-du-Loup : municipalité de Saint-Hubert-de-Rivière-du-Loup.

La foresterie constitue la principale activité économique de cette petite vallée ; les activités récréotouristiques, en second.
La surface de la rivière Petite Fourche (sauf les zones de rapides) est généralement gelée du début de décembre à la fin mars ; la circulation sécuritaire sur la glace se fait généralement de la mi-décembre à la mi-mars. Le niveau de l'eau de la rivière varie selon les saisons et les précipitations ; la crue printanière survient généralement en avril.

## Géographie
La rivière Petite Fourche prend sa source du Lac à Rosaire (longueur : 0,2 km ; altitude : 440 m) lequel est entouré de deux  petites zones de marais. Cette source est située près de l'intersection de la autoroute 85 et de la route 291, soit à 1,6 km au sud-est du centre du village de Saint-Honoré-de-Témiscouata.
À partir de sa source, la rivière Petite Fourche coule sur 14,8 km entièrement en zone forestière à travers le massif des Appalaches, avec une dénivellation de 130 m, selon les segments suivants :
- 2,3 km vers le nord-ouest en traversant le Lac à René, en coupant la route 291 (sens nord-sud), jusqu'à la rue Principale (sens est-ouest) qu'elle coupe à 1,0 km à l'ouest du centre du village de Saint-Honoré-de-Témiscouata ;
- 2,4 km vers le nord en coupant le Parc linéaire interprovincial Petit-Témis, en formant une courbe vers l'ouest et en passant du côté ouest de Saint-Honoré-Station, jusqu'au Vieux Chemin Sud ;
- 5,2 km vers le nord en recueillant un ruisseau (venant du sud-est), en traversant deux zones de marais en passant du côté ouest du lac Parent et plus ou moins en parallèle au cours de la partie supérieure de la rivière Toupiké, jusqu'à la limite de Saint-Honoré-de-Témiscouata et de Saint-Hubert-de-Rivière-du-Loup ;
- 4,9 km vers le nord dans Saint-Hubert-de-Rivière-du-Loup en longeant le côté ouest du chemin du 5e rang, en traversant un petit lac de barrage, puis courbant vers le nord-est, coupant la route 291, puis coulant sur 0,5 km en formant un crochet vers le sud-est, jusqu'à sa confluence[4].

La rivière Petite Fourche se déverse dans Saint-Hubert-de-Rivière-du-Loup sur la rive ouest de la rivière Toupiké, soit du côté nord-est de la route 291 et près de l'intersection de route de Saint-Pierre et du 5e et 6e rang. De là, le courant descend sur 24,6 km le cours de la rivière Toupiké ; puis sur 35,2 km le cours de la rivière des Trois Pistoles vers le nord jusqu'au littoral sud-est du fleuve Saint-Laurent où elle se déverse dans la municipalité de Notre-Dame-des-Neiges, dans la municipalité régionale de comté (MRC) des Basques.

## Toponymie
Le toponyme « rivière Petite Fourche » a été officialisé le 5 décembre 1968 à la Commission de toponymie du Québec.